# Chariclo (mère de Tirésias)
Pour les articles homonymes, voir Chariclo.
Dans la mythologie grecque, Chariclo est une nymphe, mère du devin Tirésias par Évérès,.
Son histoire est contée dans l'hymne V de Callimaque : Tirésias, au cours d'une chasse, surprend Athéna nue, alors qu'elle est en train de se baigner en compagnie de Chariclo, sa favorite. Athéna le frappe alors de cécité. Chariclo l'ayant suppliée de rendre la vue à son fils, la déesse accorde à Tirésias plusieurs compensations, dont le pouvoir de divination et de prophétie. Le pseudo-Apollodore rapporte un récit très similaire, où la déesse offre à Tirésias le don de comprendre le langage des oiseaux.